# Escola Llombarda
L'Escola Llombarda, també dita Escola Administrativa, va aparèixer en 1840, amb la publicació del llibre La contabilità applicata alle amministrazioni private e pubbliche de Francesco Villa, que era el principal representant d'aquesta escola de comptables, juntament amb Antonio Tonzig.
El principal interès d'aquesta escola va ser l'estudi de la l'administració empreses. Amb això, la comptabilitat ja no és només comptabilitat, passant també a controlar la gestió de les empreses. Ja no es limita als números per abastar també les idees més abstractes i les operacions. Una altra de les novetats d'aquesta escola va ser l'avaluació dels actius fixos pels preus actuals.